# 토미슬라브 니콜리치

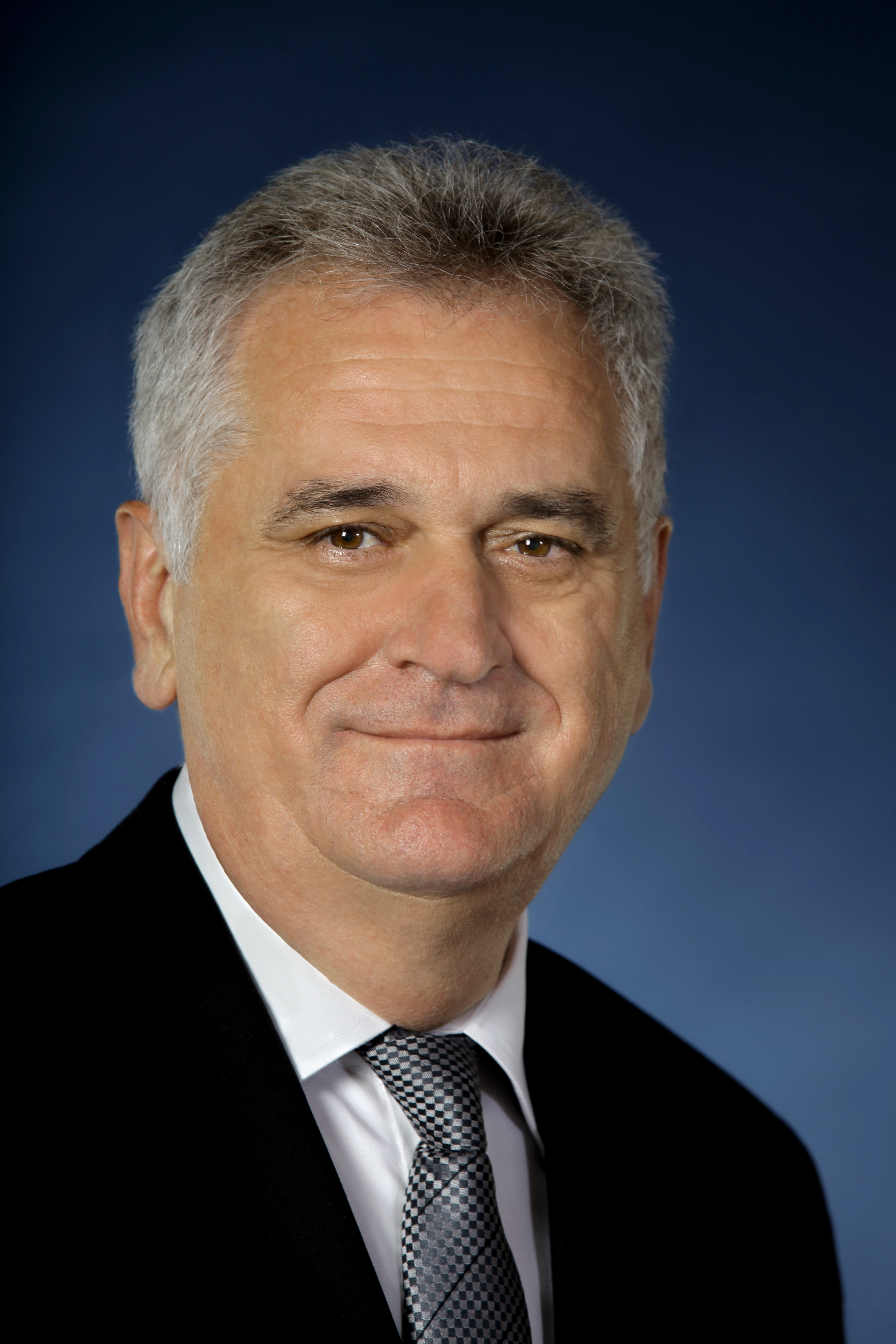
토미슬라브 니콜리치

토미슬라브 "토마" 니콜리치(세르비아어: Томислав „Тома“ Николић, Tomislav "Toma" Nikolić, 문화어: 또미슬라브 니꼴리츠, 1952년 2월 15일 ~ )는 세르비아의 정치인으로, 세르비아 진보당의 대표이다. 세르비아의 4대 대통령이다.
과거에는 세르비아 급진당의 구성원이었으며, 당의 부대표를 지내고, 대표인 보이슬라브 셰셸리 대신 실질적으로 당을 이끄는 입장에 있었으나, 셰셸리와의 정책 차이로 2008년 급진당을 탈당하고 세르비아 진보당을 설립하였다.
2007년 5월 8일 ~ 5월 13일 세르비아 국회 의장을 지냈으며, 1999년부터 2000년까지는 연립 여당의 일원으로서 유고슬라비아 연방 공화국의 부총리를 지냈다.
2000년 유고슬라비아 연방 공화국 대통령 선거, 2003년 세르비아 대통령 선거, 2004년 대통령 선거, 2008년 세르비아 대통령 선거에 출마한 경력이 있으며, 2008년 대통령 선거에서는 1차 투표에서 39.99%의 득표율로 득표 1위를 기록했으나, 2차 투표에서 1차 투표에서 득표 2위 (35.99%)였던 보리스 타디치에게 패배해 대통령에 당선되지 못했다. (2차 투표에서 니콜리치는 47.97%, 타디치는 50.31%의 득표율을 기록함.)
2011년 2월, 세르비아의 수도 베오그라드에서 정부 정책에 비판하는 대규모 시위를 조직하기도 하였다. 2012년 세르비아의 대통령으로 취임하였다.